# Dundrum Chess Club
Dundrum Chess Club – irlandzki klub szachowy z siedzibą w Dublinie.

## Historia
Klub powstał w latach 70. XX wieku. W 1985 roku zespół zdobył wicemistrzostwo Irlandii, ulegając jedynie Kevin Barry Chess Club. W tym samym roku zespół zdobył Armstrong Cup, a także uczestniczył w Pucharze Europy, przegrywając w pierwszej rundzie 2½:9½ z MTK-VM Budapest. W 1986 roku Dundrum Chess Club zajął trzecie miejsce w National Club Championship, za Kevin Barry Chess Club i Fisherwick Chess Club. Również w 1986 roku klub połączył się z Sandymount Chess Club. W 1991 roku nastąpiło połączenie Dundrum Chess Club i St Benildus Chess Club. W 1992 roku drużyna pod nazwą St Benildus/Dundrum zajęła drugie miejsce w National Club Championship, po czym funkcjonowała jako St Benildus Chess Club.